# Rookie
Een rookie is in de sport een jongere deelnemer of nieuwkomer. 
In veel takken van sport zijn er op professioneel niveau competities en toernooien speciaal voor rookies. Zo zijn er voor talentvolle voetballers de WK's en EK's onder 17, 19, 20 of 21 jaar. Bij het wielrennen en veldrijden is er tijdens het weekend van de wereldkampioenschappen ook de race voor de juniorentitel en ook bij het schaatsen zijn er wereldkampioenschappen voor junioren. Voor vrijwel iedere sport geldt wel dat er toernooien zijn speciaal voor de sterren van de toekomst, de rookies.
In de Amerikaanse sporten worden met rookies over het algemeen sporters bedoeld die in hun debuutjaar zitten. Golfers, honkballers, basketballers enzovoorts worden rookie genoemd in het eerste seizoen dat zij in hun loopbaan op het hoogste niveau actief zijn. Vaak wordt er aan het eind van een seizoen dan ook een sporter uitgeroepen tot Rookie of the year.
Max Verstappen werd in 2015 uitgeroepen tot "FIA Rookie of the year".